# Kristotomus
Kristotomus är ett släkte av steklar som beskrevs av Mason 1962. Kristotomus ingår i familjen brokparasitsteklar.

## Bildgalleri

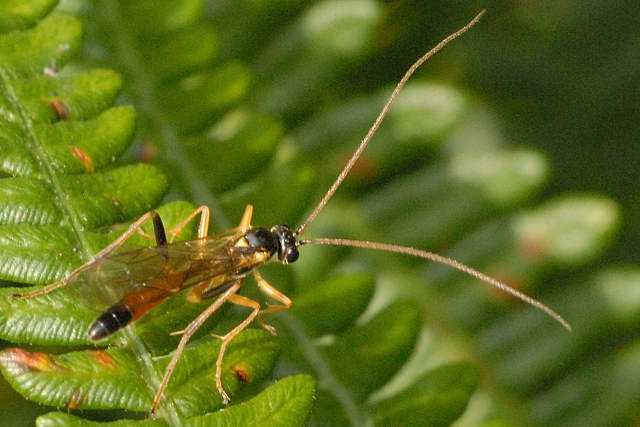

## Dottertaxa tillKristotomus, i alfabetisk ordning[1][2]
- Kristotomus amurensis
- Kristotomus areolatus
- Kristotomus buccatus
- Kristotomus chalcha
- Kristotomus chinensis
- Kristotomus chiuae
- Kristotomus claviventris
- Kristotomus ctenonyx
- Kristotomus facetus
- Kristotomus flavoguttatus
- Kristotomus flavus
- Kristotomus foveolatus
- Kristotomus guptai
- Kristotomus incompletus
- Kristotomus kamikochi
- Kristotomus laetus
- Kristotomus laticeps
- Kristotomus lini
- Kristotomus masoni
- Kristotomus nathani
- Kristotomus ningxiaensis
- Kristotomus occipitis
- Kristotomus petiolatus
- Kristotomus planiceps
- Kristotomus pronotalis
- Kristotomus pumilio
- Kristotomus punctatus
- Kristotomus punctifrons
- Kristotomus rami
- Kristotomus ridibundus
- Kristotomus rufiabdominalis
- Kristotomus santoshae
- Kristotomus sapporonis
- Kristotomus sheni
- Kristotomus tangi
- Kristotomus tenuis
- Kristotomus townesi
- Kristotomus triangulatorius
- Kristotomus verticalis
- Kristotomus yakui